# Faber and Faber
A Faber and Faber független angol kiadóvállalat, mely szépirodalmi műveket, regényeket, drámákat, film- és zeneművészetről szóló munkákat, valamint gyerekkönyveket jelentet meg. 2006-ban a cég elnyerte az Év Kiadója díjat.

## Története
A Faber and Faber hivatalosan 1929-ben alakult, de előzménye volt a Sir Maurice és Lady Gwyer tulajdonában működő The Scientific Press. Régi vágyukat, hogy kiadót alapítsanak Geoffrey Faber segítette, így jött létre 1925-ben a Faber and Gwyer, melynek anyagi háttere a The Nursing Mirror című magazinból származott. Négy évvel később a The Nursing Mirrort eladták, Geoffrey Faber és Gwyerék útjai különváltak. Geoffrey Faber új cégnév után kezdett kutatni és a Faber and Faber mellett döntött, noha mindvégig egymaga volt.
A Faber kiadványai között mindig is elsődleges helyet foglaltak el a költészeti munkák. T. S. Eliot szerkesztőségi tagságának ideje alatt olyan szerzők művei jelentek meg, mint W. H. Auden, Stephen Spender, Louis MacNeice, Ezra Pound, Marianne Moore, Wyndham Lewis, John Gould Fletcher, Roy Campbell, James Joyce és Walter de la Mare.
1929-ben, Geoffrey Faber elnöksége alatt T. S. Eliot, Richard de la Mare, Charles Stewart és Frank Morley voltak a cég vezetőségi tagjai. Ez a fiatal és rendkívül intelligens csapat olyan átfogó és jövedelmező repertoárt állított össze, melyek  mindig elérhetőek voltak: életrajzok, emlékiratok, széppróza, költészet, politikai és vallásos esszék, művészet és építészeti monográfiák és gyerekkönyvek.
A második világháborúban a papírhiány miatt a cég magas profitot termelt, de a bevétel nagy része el is ment adókra, nehéz helyzetbe hozva a kiadót. Ugyanakkor csatlakozott a Faberhez az új generáció, köztük olyan írók, mint William Golding, Lawrence Durrell, Robert Lowell, Ted Hughes, Sylvia Plath, W. S. Graham, Philip Larkin, P. D. James, Tom Stoppard és John Osborne. Ez utóbbi kettő első publikációi az 1960-as években mutatták a kiadó növekvő elkötelezettségét a modern dráma iránt.
1965-ben jött létre a Faber Music, a Faber and Faber zenei profilú leányvállalata.
Az 1980-as évektől olyan elismert és új hangot hozó írók is csatlakoztak a Faberhez, mint Kazuo Ishiguro, Peter Carey, Orhan Pamuk és Barbara Kingsolver. A Faber and Faber az utóbbi években is virágzik, és az utolsó nagy és független kiadóvállalatok egyikének tekinthető Londonban.

## A Faber irodalmi Nobel-díjasai
1948 óta a kiadó számos szerzője nyerte az irodalmi Nobel-díjat.
- 1948  T. S. Eliot
- 1960  Saint-John Perse
- 1969  Samuel Beckett
- 1980  Czeslaw Milosz
- 1983  William Golding
- 1992  Derek Walcott
- 1995  Seamus Heaney
- 1996  Wisława Szymborska
- 1999  Günter Grass
- 2005  Harold Pinter
- 2006  Orhan Pamuk
- 2010  Mario Vargas Llosa